# Lei (ghirlandă)

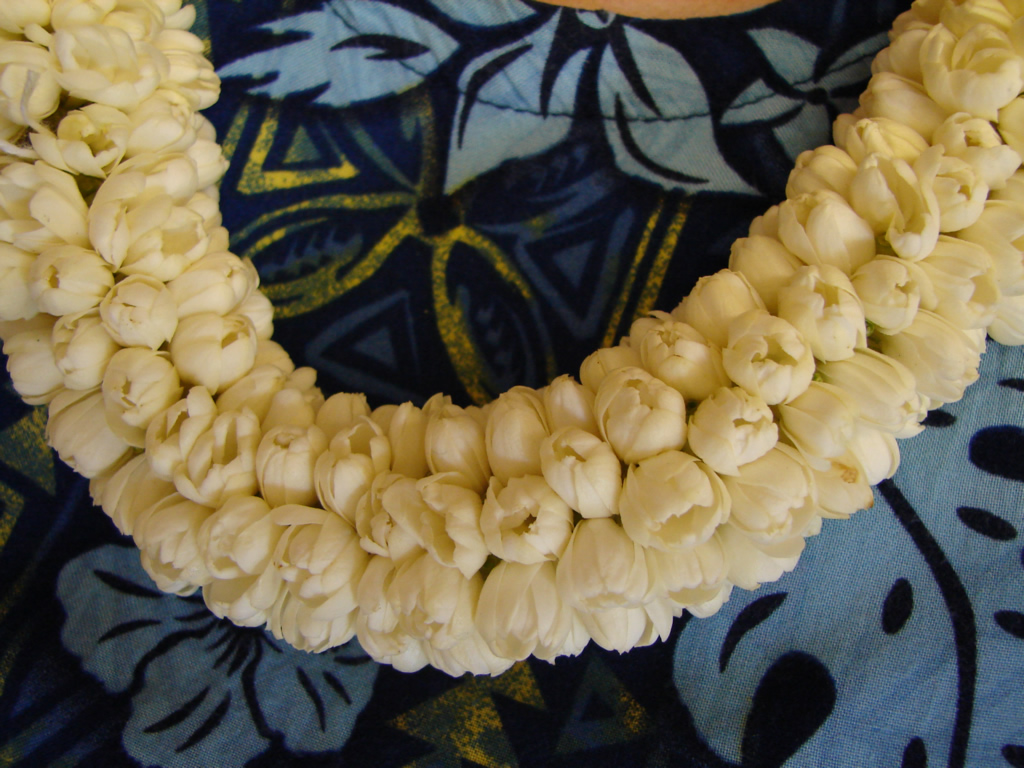
O cunună de lei realizată din flori proaspete a unei specii tropicale (Jasminum sambac)

O lei (/leɪ/) este o ghirlandă sau o cunună foarte comună în Hawaii, în întreaga Polinezie, precum și în Filipine. La un mod mai larg de a defini, o lei este constituită dintr-o serie de obiecte decorative, ansamblate împreună pentru a putea fi purtate pe corp sau oferite, pentru a decora tot felul de spații folosibile și locuibile, precum sunt camere, locuințe, holuri, clădiri. Diferite cunune lei, de varii stiluri, sunt oferite oaspeților, demnitarilor, absolvenților, vizitatorilor, turiștilor sau celor care părăsesc locul unde stătuseră un timp.
Ghirlandele lei au dobândit popularitate în Statele Unite, dar și altundeva în lume, datorită oferirii acestora turiștilor care vizitează statul Hawaii, deci întregul arhipelag hawaiian, precum și a turiștilor care vizitează locurile turistice cele mai căutate (sau chiar mai puțin comune) ale Polineziei și Oceaniei.

## Simbolism
O ghirlandă lei se poate oferi cuiva din varii motive. Printre cele mai comune ocazii se numără și motive așa cum sunt: ca semn de pace, dragoste, prietenie, onorare, întâmpinare (la o sosire), despărțire, dar și dorința revederii ulterioare. Evenimente în care se acordă cunune lei includ absolviri, nunți, reuniuni, premieri și vizite oficiale. Adesea, componența, structura și aranjamentul elementelor ghirlandelor lei indică semnificația oferirii acestora. Astfel, o cunună formată preponderent din fructul numit popular, în Oceania, hala (Pandanus tectorius), indică conexiuni cu dragoste, dorință, tranziție și/sau schimbare.

## Materiale

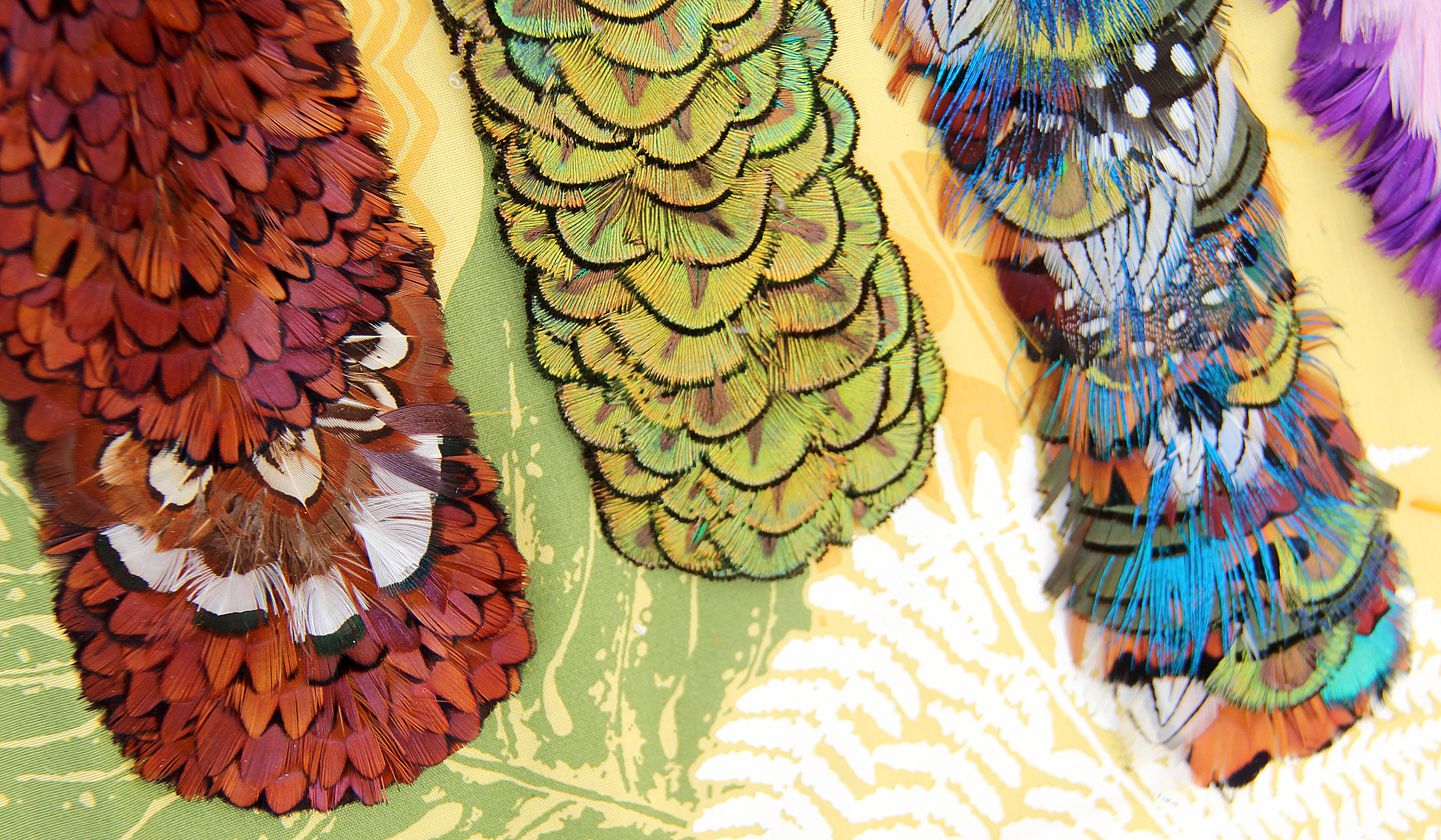
Ghirlande Lei hulu, făcute din pene

O cunună lei poate fi compusă din modele sau motive repetabile, realizate din orice material natural sau artificial sau din aproape orice, dar cel mai frecvent constă din frunziș natural proaspăt, cum ar fi flori, frunze, viță de vie, frunze de ferigă și semințe, dar și din pene sau oase. 
Alte tipuri de lei includ cochilii de ființe marine sau terestre, oase, dinți de pești, flori de plastic, varii materiale textile, hârtie (incluzând piese de origami sau bancnote), bomboane, și/sau orice obiecte, care pot fi prinse împreună într-un motiv repetitiv și pot fi purtate ca o cunună sau ca un colier. Insula Niʻihau, din arhipelagul Hawaii este foarte cunoscută pentru cununile sale lei, realizate din cochilii de scoici, ce aduc a pietre prețioase. (pūpū).

## Galerie

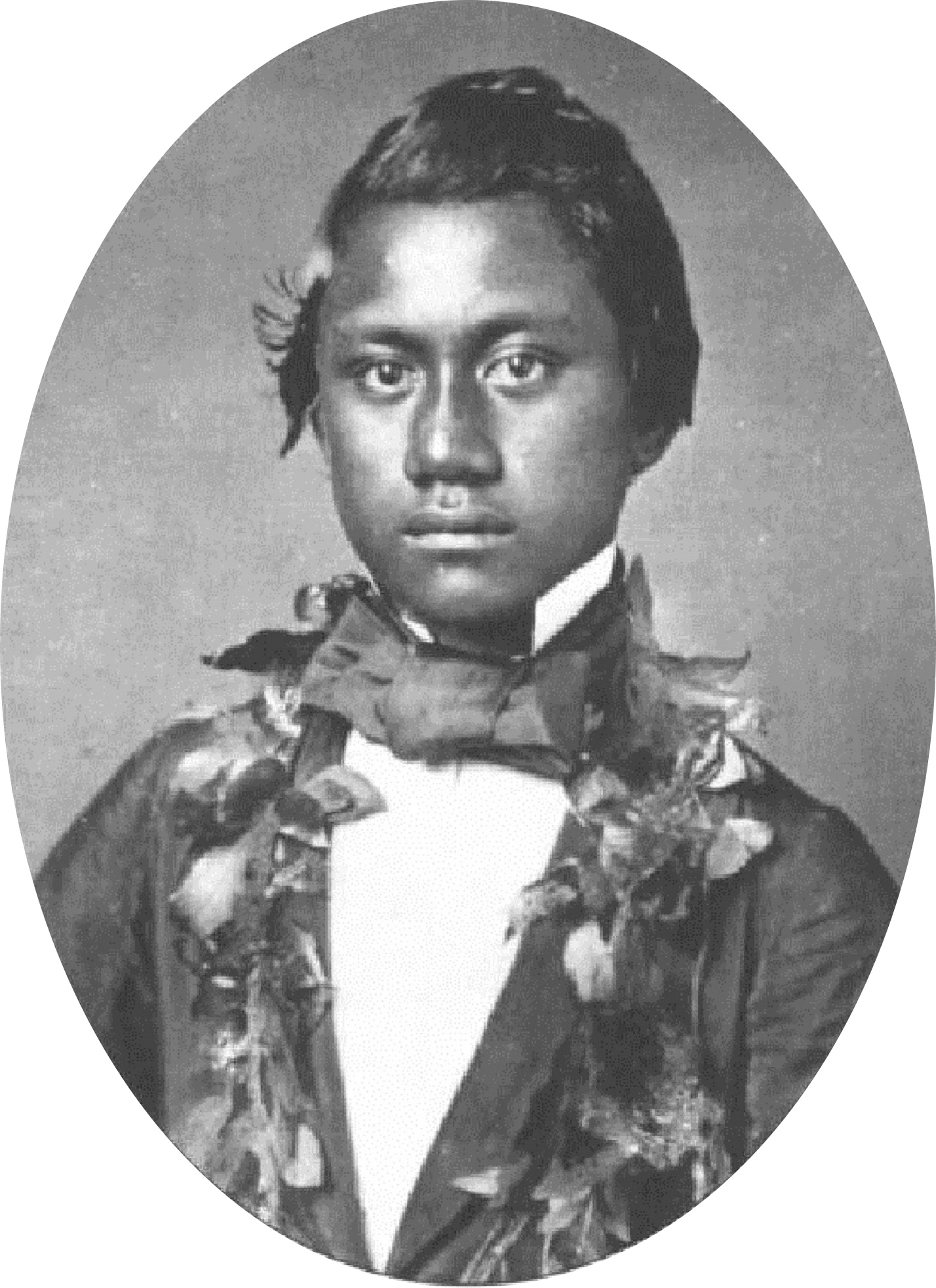
Prințul Alexander Liholiho purtând o ghirlandă lei
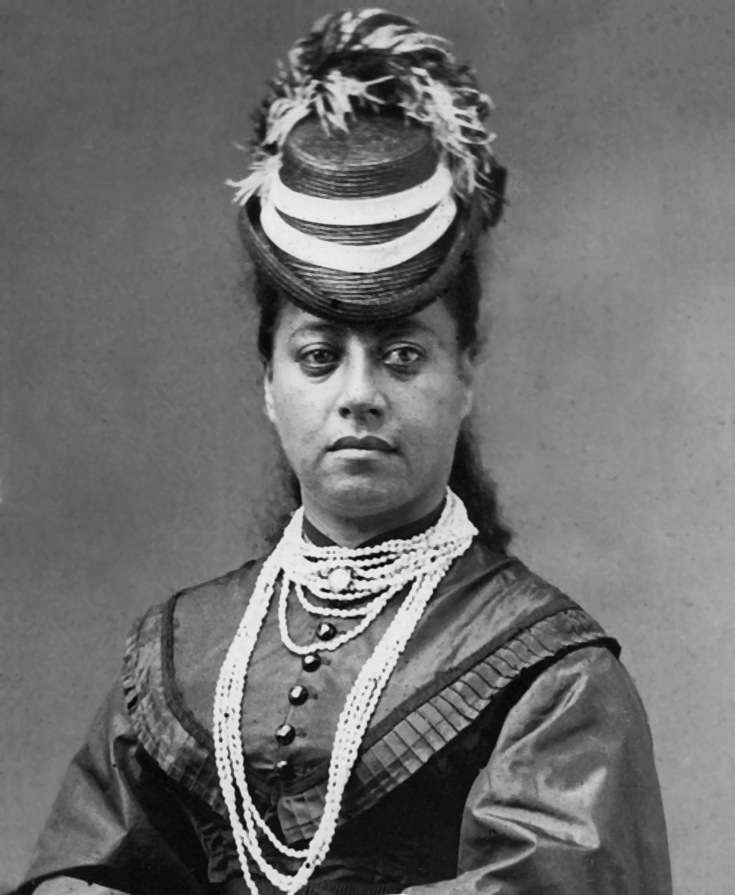
Regina Emma a Hawaii purtând numeroase straturi de 'lei pūpū - Niʻihau
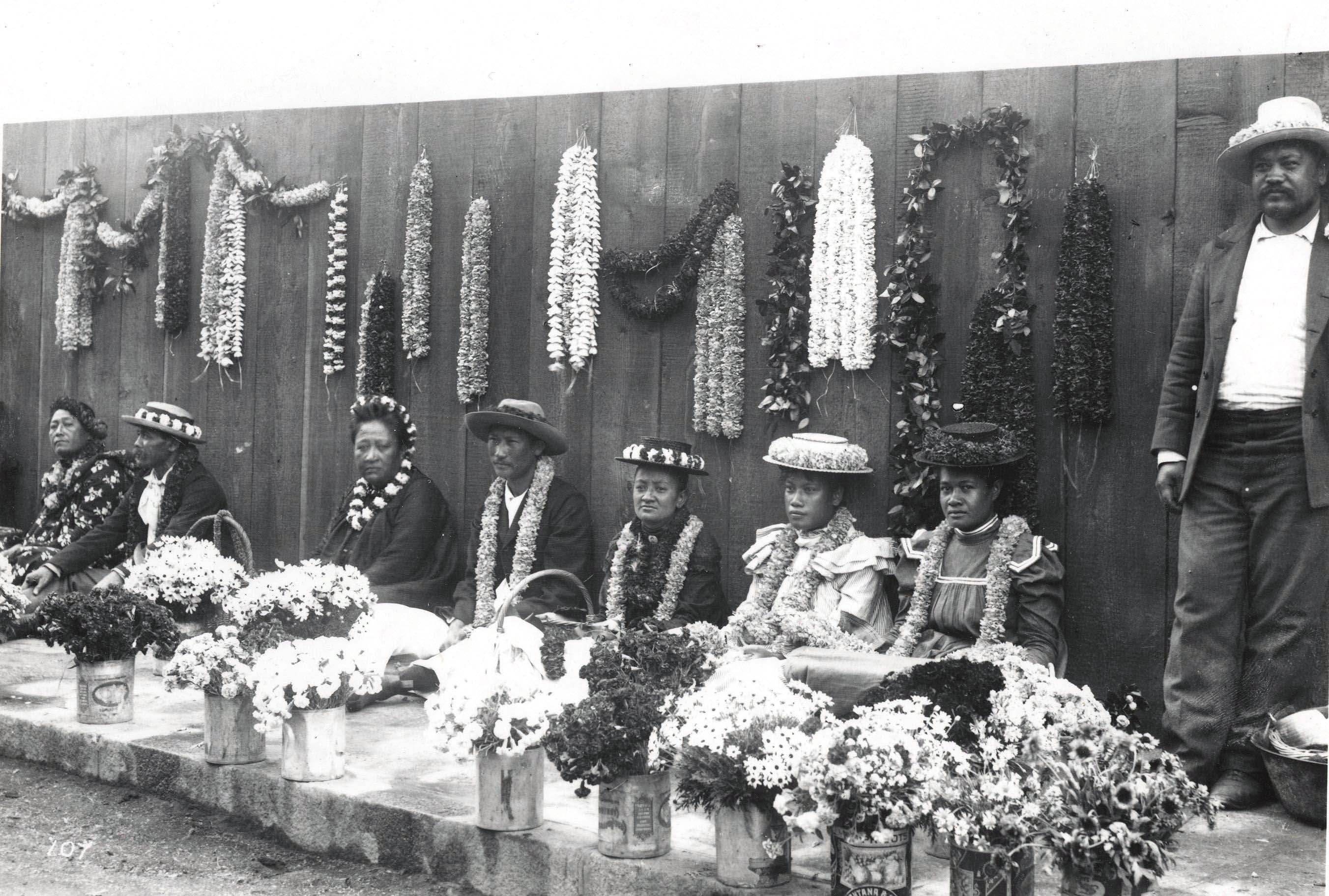
Vânzători hawaiieni de lei, circa 1901
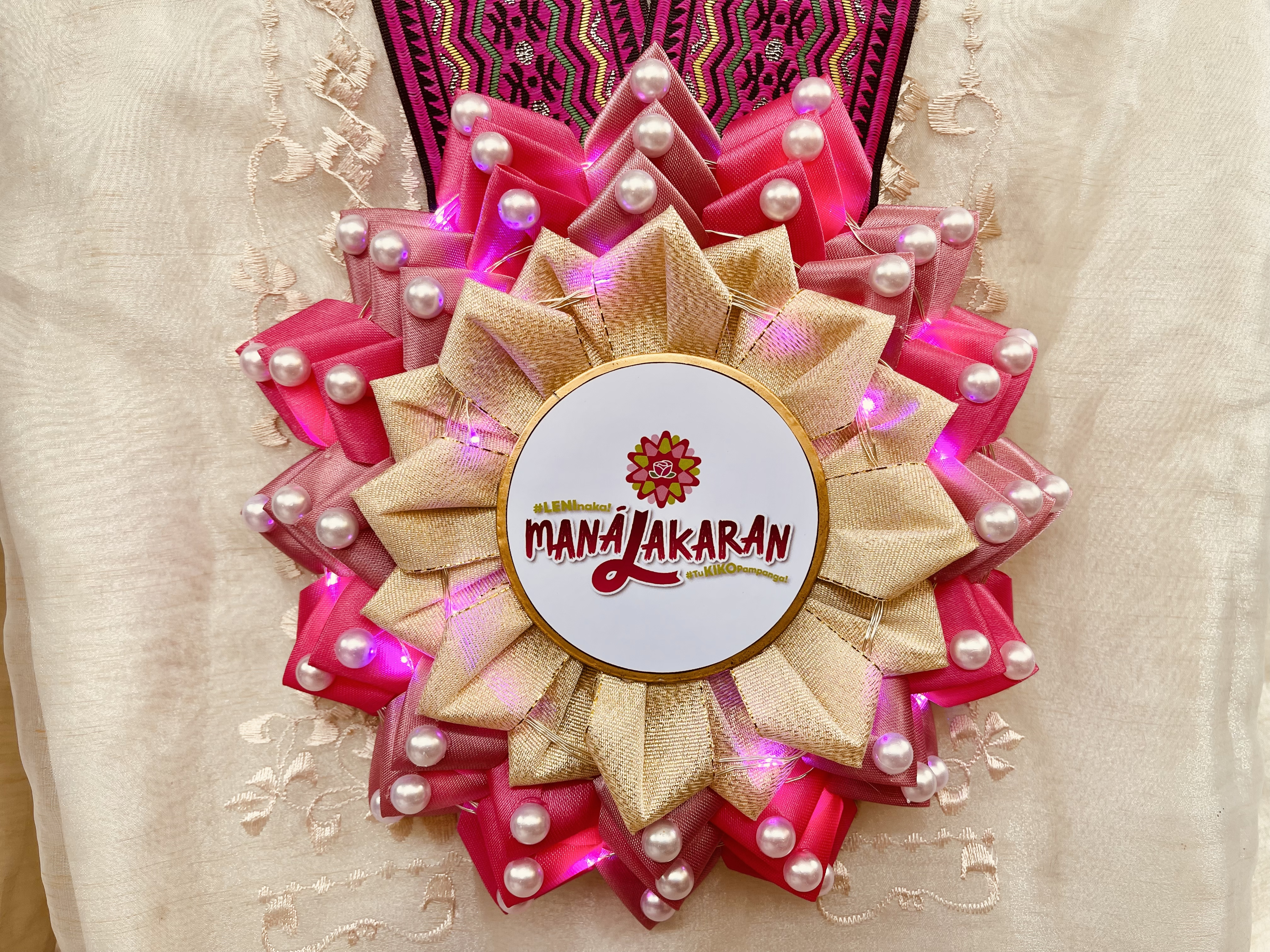
Girlandă tip parol - rozetă, inspirată de ornamente tip rozetă, oferită Vice-Președintelui de atunci (al Filipinelor), Leni Robredo, și donată de Letrato Arts and Crafts Philippines
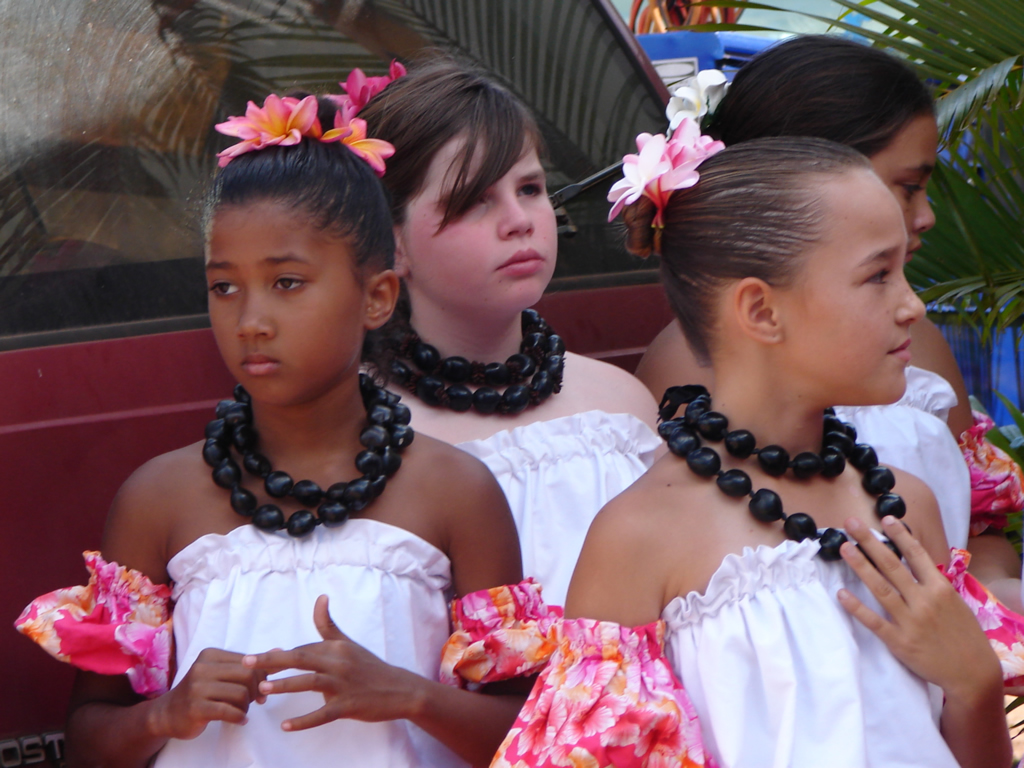
Tineri dansatori de hula purtând ghirlande de lei kukui și pregătindu-se pentru un spectacol ce urma a se desfășura pe insula Molokai a arhipelagului hawaiian
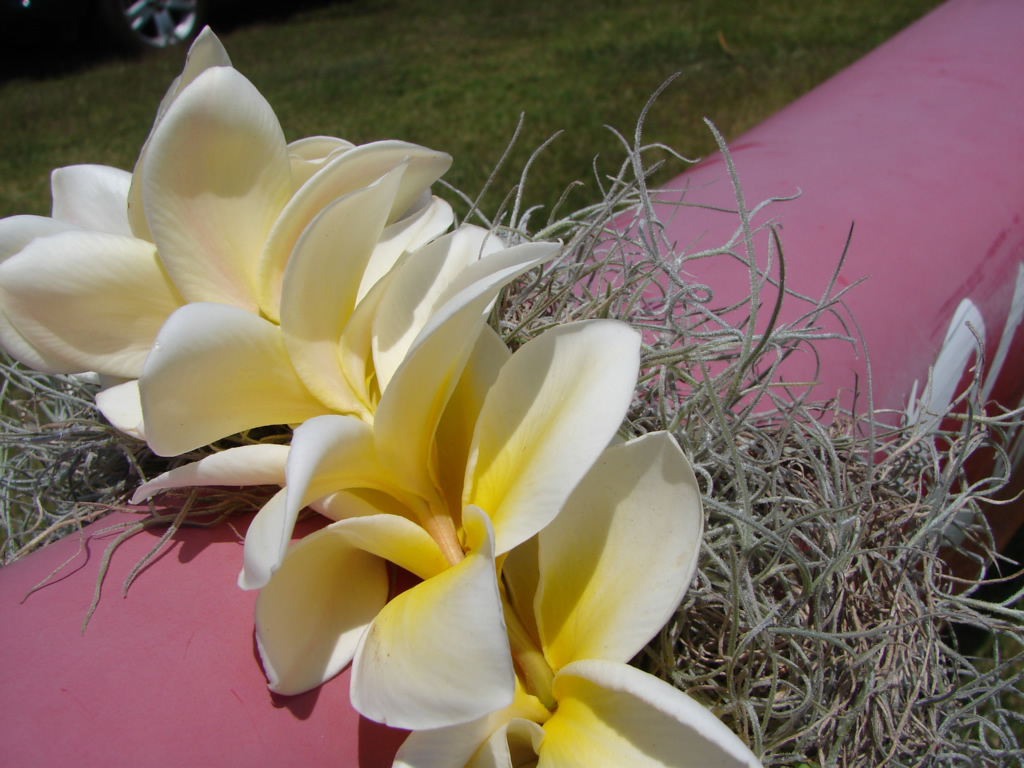
Cunună Lei din flori de Plumeria decorate cu umi'umi-o-dole („mușchi spaniol”) la ceremonia de binecuvântare a unei noi bărci de canoe
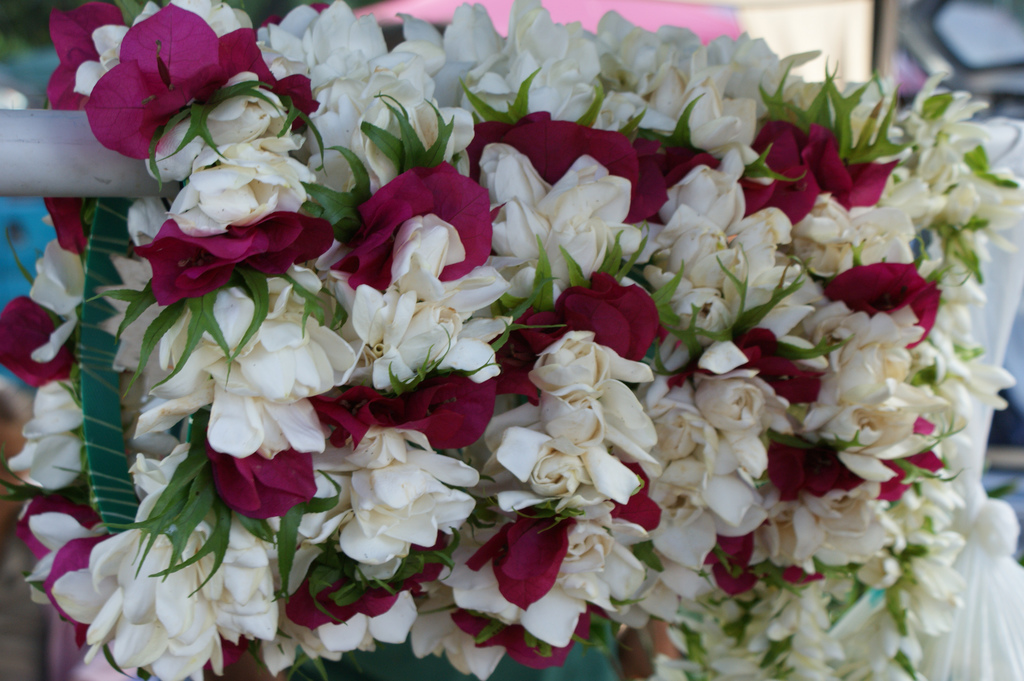
Ghirlande lei de vânzare în Insulele Cook
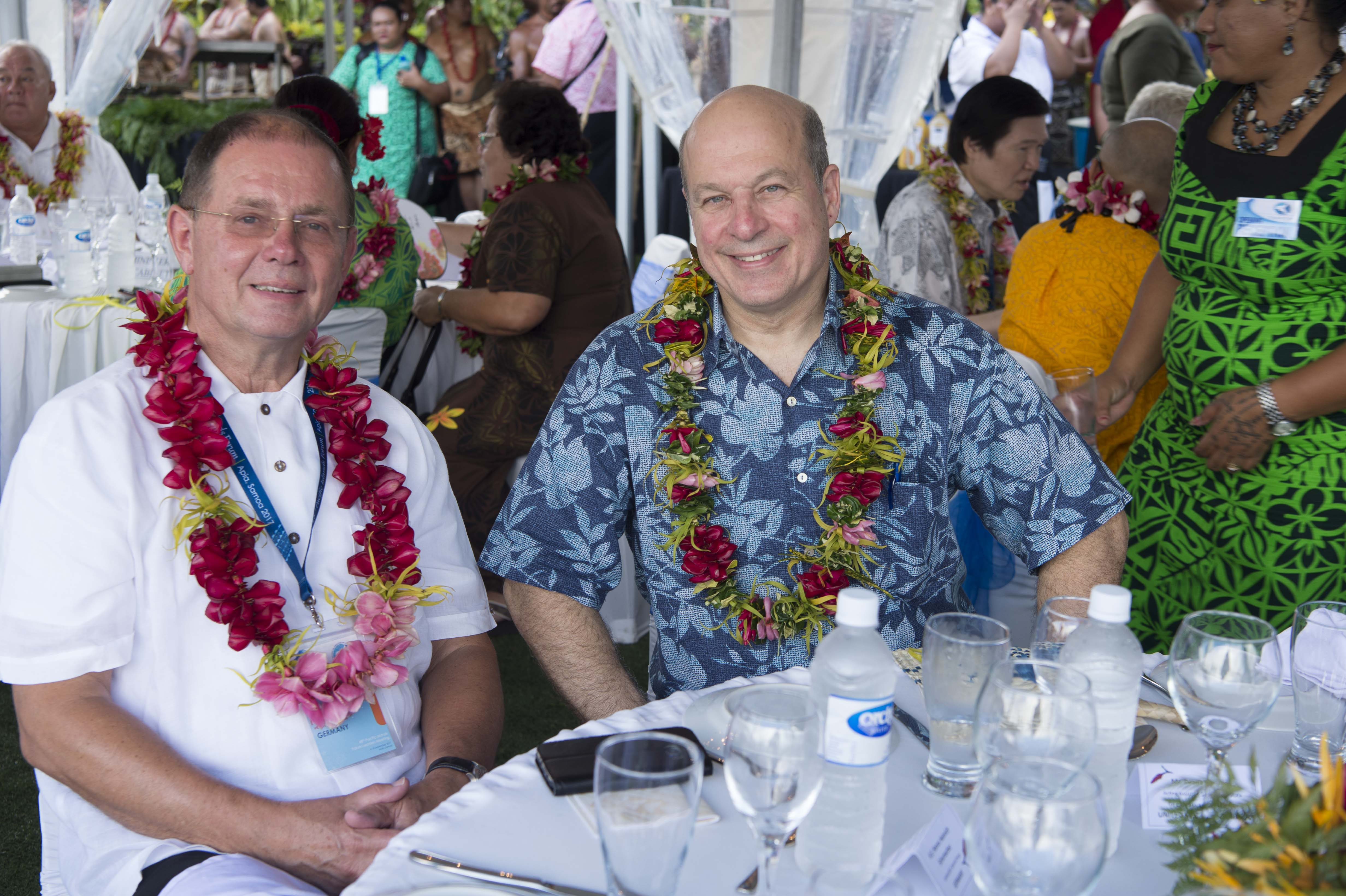
Delegați la 2017 Pacific Islands Forum
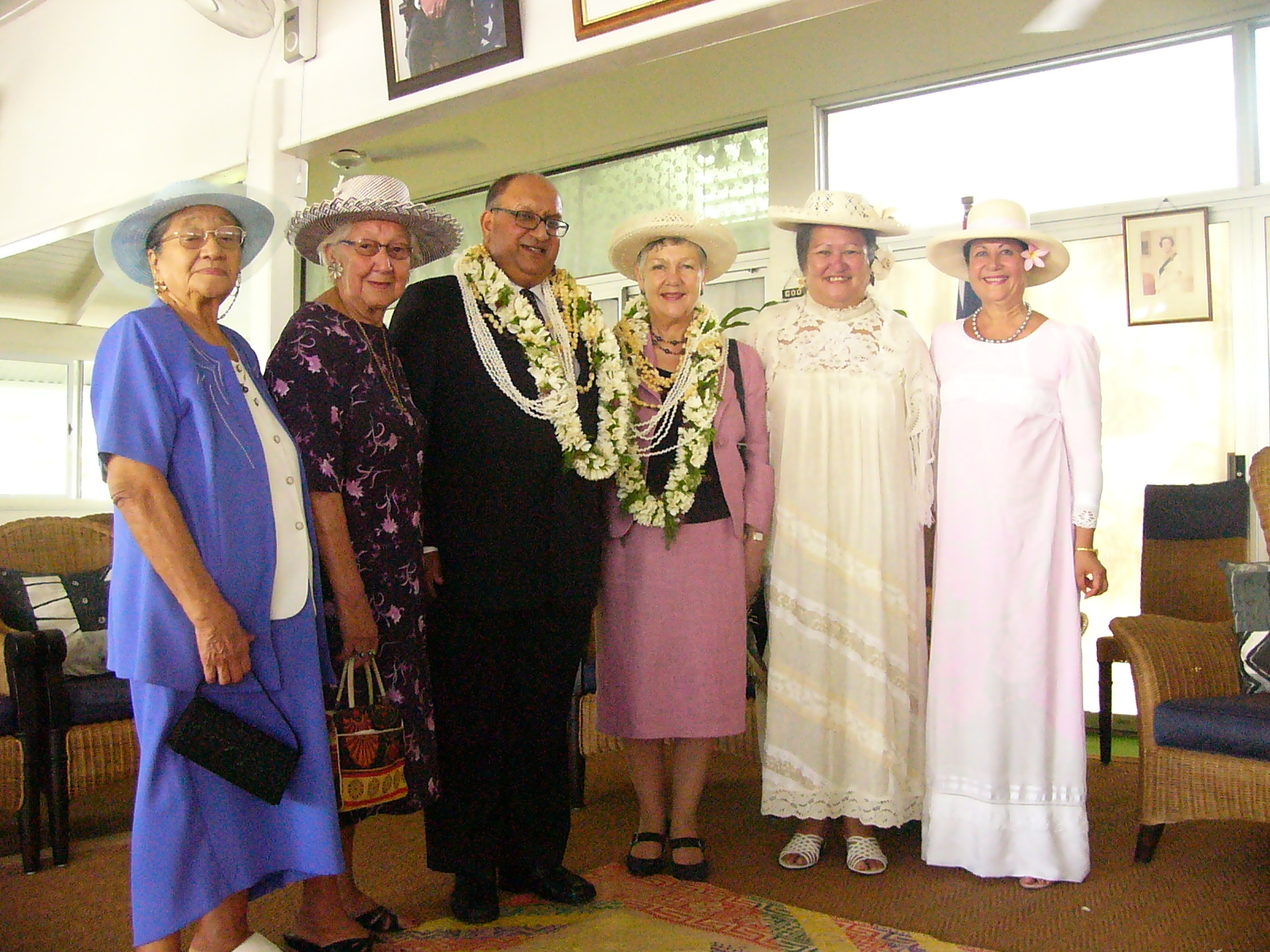
Anand Satyanand și Lady Satyanand purtând cununi lei în cursul unei vizite în Insulele Cook
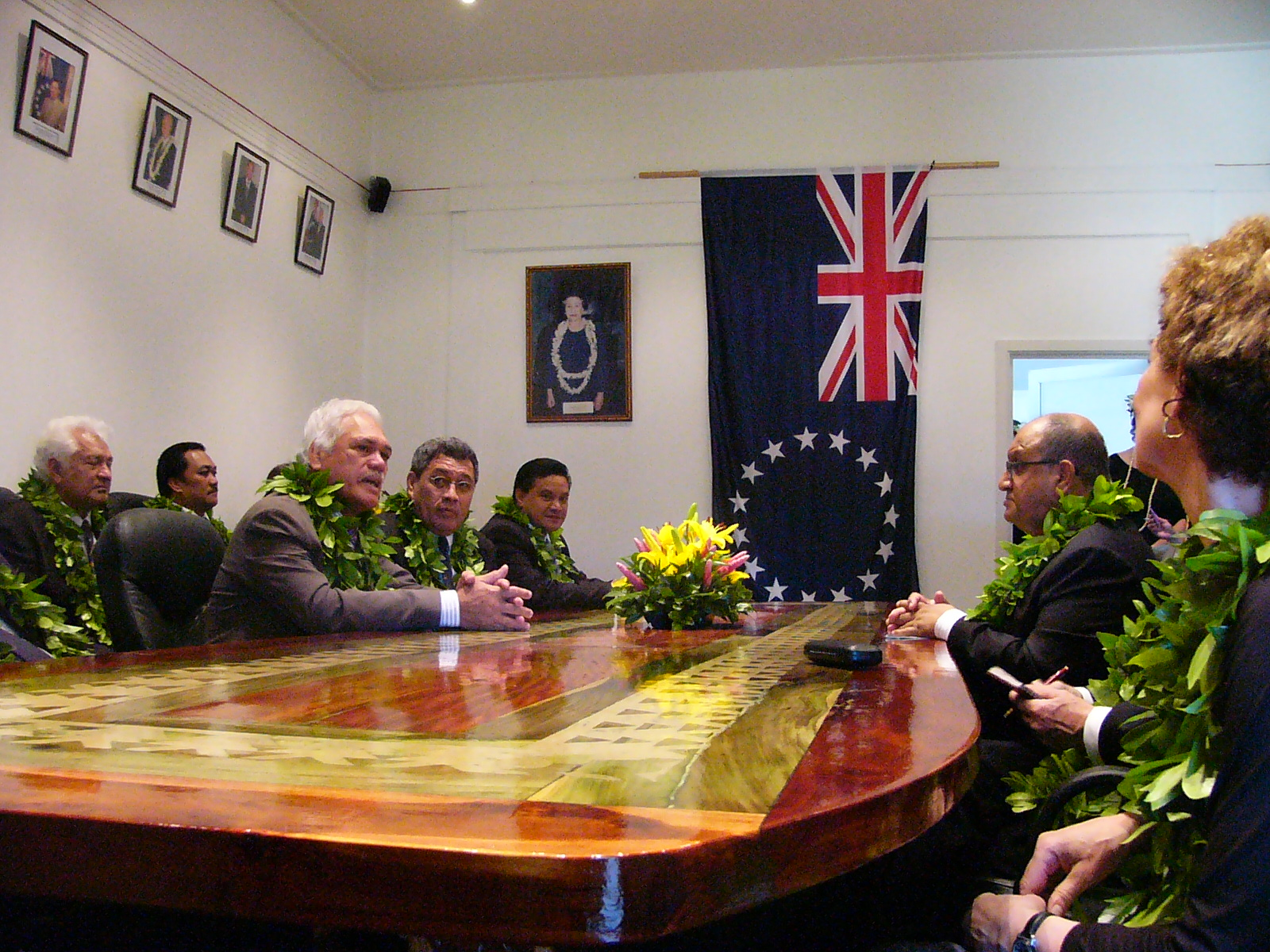
Guvernatorul General al Noii Zeelande și membri ai guvernului Insulelor Cook, purtând lei la o întâlnire
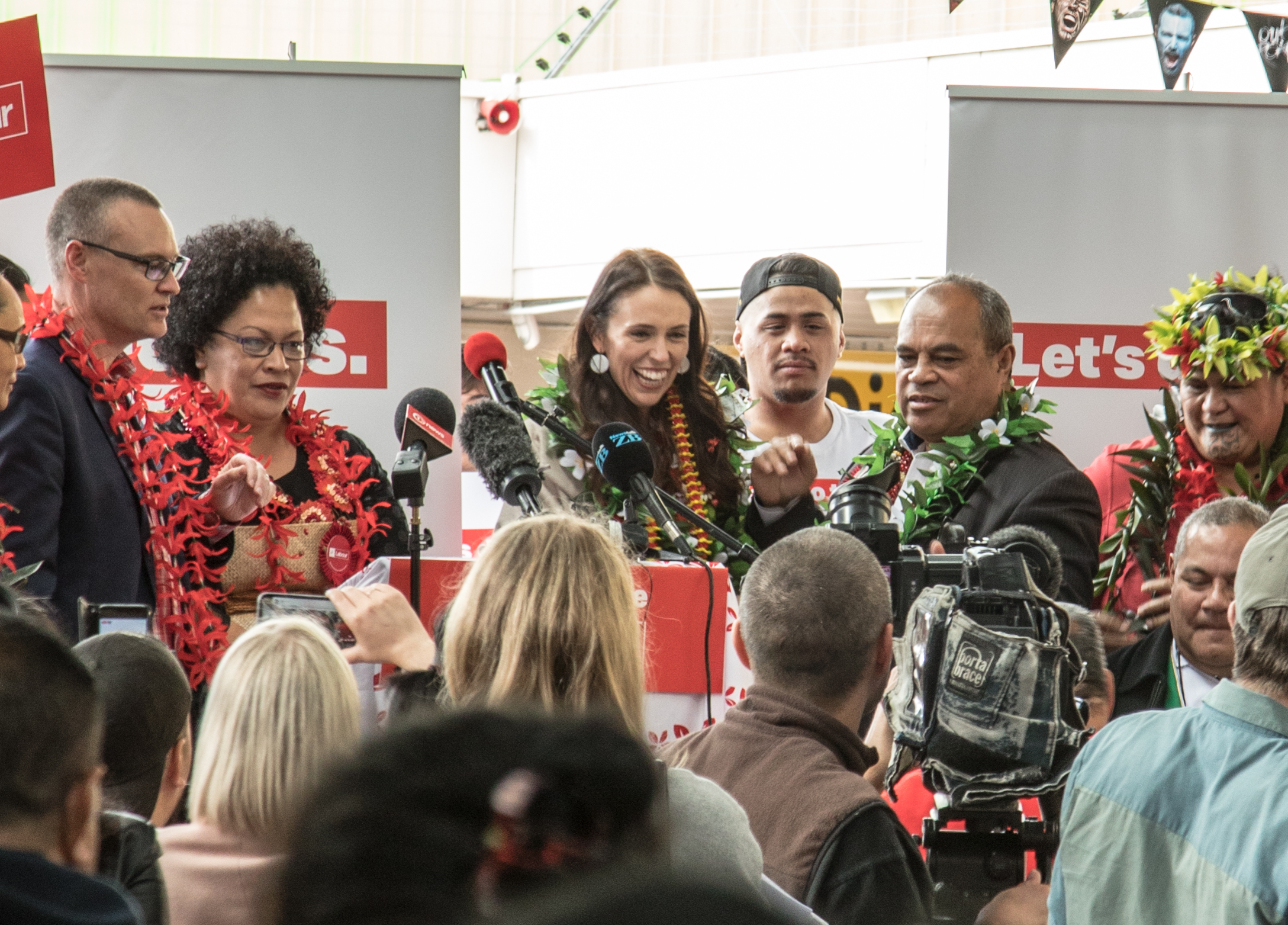
Primul ministru al Noii Zeelande, Jacinda Ardern și membri ai Parlamentului (Pasifika), purtând ghirlande lei la un eveniment
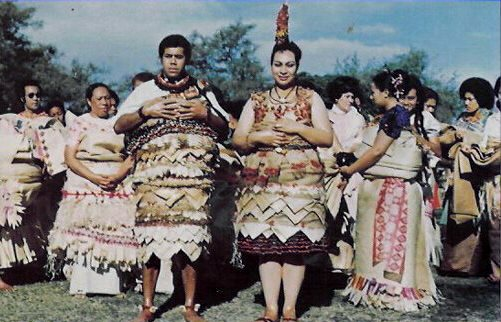
Nuntă regală din Tonga - 1976